# Guerino di Poitou
Guerino di Poitou, Guerin, Warin in francese, Guerí in catalano e Guarnarius o Werisius in latino (Autun, ... – 679), fu conte di Parigi e Poitiers-Poitou. È venerato come santo e martire. È capostipite della famiglia nobile dei Guideschi.

## Origini
Guerino era conte franco-borgognone di Poitiers e conte di Parigi e successivamente Saint Warinus, martire dei franchi. Figlio di Bodilon (figlio di Ansound di Garnier di Treves e di Gondoaldus Agilulfus), conte di Parigi e di santa Sigrada di Sainte-Marie di Soissons. Suo fratello era Leodegario di Autun, vengono citati nelle Chroniques D'ANJOU e Chroniques des comtes d'Anjou et des seigneurs d'Amboise.

## Biografia
Warinus nacque ad Autun. Come nobile, trascorse la sua infanzia alla corte di Clotario II.
Sposò Gunza di Treviri, una nobildonna di Francia, che proveniva da un'influente famiglia di Franchi, oltre che sorella di san Basino di Treviri.
Nel 677 Guerino venne lapidato a morte nei pressi di Arras a causa di suo fratello Leodegario che si scontrò con Ebroino, maggiordomo di palazzo di Neustria. Altre fonti riferiscono che fu Lapidato intorno al 681 ai piedi dello sperone roccioso di Vergy, poco dopo il martirio di suo fratello Leodegario vescovo di Autun.
Il libro Dissertation on the origins of the preux de Vergy del 1848, narra che: Guerino fu primo signore del casato di Vergy, da dove prende il nome il Castello di Vergy di Côte-d'Or, antenato di Guerino di Provenza.

## Discendenza
Guerino sposò Gunza di Treviri, ebbero tre figli:
- Doda di Poitiers (659-678);
- Leudwinus, conte di Poitiers e santo (660-722)[3][9][26];
- Grimgert, conte di Parigi (667).

È stato ipotizzato un ulteriore figlio, Lamberto II di Hesbaye, ma ciò è scarsamente probabile.